# Dibamidae
Dibamidae – rodzina jaszczurek z rzędu łuskonośnych (Squamata).
Gatunki z rodzaju Dibamus występują w południowo-wschodniej Azji, na Filipinach i Archipelagu Malajskim. Jedyny gatunek z rodzaju Anelytropsis żyje w Meksyku. Przebywają w glebie, pod skałami lub w ściółce wilgotnych lasów. Niektóre analizy molekularne sugerują, że niektóre gatunki z rodzaju Dibamus są bliżej spokrewnione z Anelytropsis niż z pozostałymi Dibamus – konkluzji takiej nie wspierają jednak dane morfologiczne. Datowanie przy użyciu zegara molekularnego wskazuje, że Dibamidae wyewoluowały w późnej kredzie. Połączenie danych molekularnych, paleogeograficznych i paleoklimatologicznych sugeruje, że przedstawiciele linii ewolucyjnej obejmującej Anelytropsis migrowali z Azji do Ameryki Północnej przez Beringię w późnym paleocenie lub eocenie. Nie są znani kopalni przedstawiciele Dibamidae; możliwe, że najbliżej spokrewniona z nimi jest Sineoamphisbaena z późnej kredy.
Są jajorodne. Osiągają do 25 cm długości. Samice są beznogie, a samce mają płetwowate kończyny tylne.

## Taksonomia
W przeciwieństwie do innych łuskonośnych, Dibamidae charakteryzują się nierozdwojonym językiem, co wspiera wyniki analiz molekularnych, których większość sugeruje, że są one taksonem siostrzanym dla kladu Bifurcata, obejmującego wszystkie pozostałe Squamata. Niektóre z badań molekularnych wskazują jednak, że Dibamidae to grupa siostrzana dla kladu Gekkota. Analizy morfologiczne z kolei sugerują przynależność Dibamidae do Scleroglossa i prawdopodobne bliskie pokrewieństwo z amfisbenami i wężami lub ze scynkami i amfisbenami, na co wskazuje wiele potencjalnych synapomorfii osteologicznych.

### Podział systematyczny
Do rodziny należą następujące rodzaje: 
- Anelytropsis – jedynym przedstawicielem jest Anelytropsis papillosus
- Dibamus